# Просто Марія (телесеріал, 1989)
«Просто Марія» (ісп. Simplemente María) — мексиканський телесеріал 1989 року. Виробництво компанії «Televisa», продюсер Валентин Пімштейн.

## Опис сюжету
Молода, наївна і безграмотна селянка з бідної багатодітної сім'ї, Марія Лопес, приїжджає в Мехіко, щоб знайти роботу. Вона вступає у зв'язок з багатим молодим аристократом Хуаном-Карлосом Дель Вільяром і народжує від нього сина Хосе Ігнасіо. Під тиском родичів Хуан-Карлос не може бути з Марією. Проходять роки. Марія стає відомою модельєркою і відкриває свою фабрику. Хосе-Ігнасіо вступає у зв'язок з дочкою Лаурою Лорени Дель Вільяр, сестри Хуана-Карлоса. Після довгих поневірянь Хосе-Ігнасіо і Лаура одружуються, але при пологах Лаура вмирає. Марія в свою чергу сходиться зі своїм старим другом маестро Віктором Каррено, який довгі роки домагається її любові. Марія завдяки знайомству з графом де Аренцо просуває свою справу в Європі. Одужавши після втрати пам'яті, Марія одружується з Віктором, а Хосе-Ігнасіо — з дочкою графа Ізабеллою.

## Актори

### Ролі
| Актор (актриса)                                            | Роль                                                                                       | Характер персонажа |
| ---------------------------------------------------------- | ------------------------------------------------------------------------------------------ | --- |
| Вікторія Руффо                                             | Марія                                                                                      | Власниця Будинку моделей. Селянка, яка приїхала в 18 років в Мехіко на роботу і зустріла Хуана Карлоса Дель Вільяр. Пізніше завагітніла від нього і народила сина Хосе Ігнасіо. |
| Мігель Дербес (рідний син Вікторії Руффо і Еухеніо Дербес) | Хосе Ігнасіо (4 роки)                                                                      | |
| Хорхе Поса                                                 | Хосе Ігнасіо (8 років)                                                                     | |
| Тоньо Маурі                                                | Хосе Ігнасіо (20 років), син Марії.                                                        | |
| Амайрані Гутьєррес                                         | Лаура Рівера дель Вільяр де Лопес                                                          | Дружина Хосе Ігнасіо. Померла під час пологів. |
| Фернанда Ніколь Гарсія-Товар                               | Марііта Лопес, дочка Хосе Ігнасіо і Лаури.                                                 | |
| Анхеліка Рівера                                            | Ізабелла де Пеньяльберт де Лопес                                                           | Дочка графа д'Аренцо, друга дружина Хосе Ігнасіо. |
| Хуан Карлос Серран                                         | Роман                                                                                      | Кузен Марії — керуючий на фабриці одягу Марії Лопес. |
| Адріана Парра                                              | Рита Фернандес Лопес                                                                       | Дружина Романа. |
| Хорхе. Поса                                                | Хесус («Чучо»)                                                                             | Прийомний син Рити і Романа. |
| Сесілія Камачо                                             | Естела Лопес де Рейес                                                                      | Сестра Марії і дружина Федеріко. |
| Мануель Лопес Очоа                                         | Федеріко Рейес                                                                             | Чоловік Естели. |
| Костянтино Костас                                          | Клементе Рейес                                                                             | Син Федеріко і пасинок Естели. |
| Марія Моретт                                               | Маргарита                                                                                  | Сестра Марії. |
| Марія Альмело                                              | Ана                                                                                        | Сестра Марії. |
| Алехандро Арагон                                           | Дієго                                                                                      | Брат Марії. |
| Рафаель Вільяр                                             | Хасінто                                                                                    | Брат Марії. |
| Беатріс Олеа                                               | Іоланда                                                                                    | Дружина Хасінто. |
| Хоана Бріто                                                | Дена Ракель                                                                                | Тітка Іоланда. |
| Густаво Косайн                                             | Ігнасіо                                                                                    | Батько Марії. |
| Хайме Гарса                                                | Віктор Карено                                                                              | Чоловік Марії. |
| Сільвія Дербес                                             | Матильда                                                                                   | Мати Віктора. |
| Родріго Рамон                                              | Герман (підліток)                                                                          | |
| Порфіріо Бас                                               | Герман                                                                                     | Брат Віктора. |
| Габріела Ассель                                            | Ірис                                                                                       | Дочка Рене і Альміра, наречена Германа. |
| Патрісія Кастро                                            | Альміра # 1                                                                                | Дружина Рене і мати Ірис. |
| Мірра Сааведра                                             | Альміра # 2                                                                                | Дружина Рене і мати Ірис. |
| Рауль Паділья «Чофоро»                                     | Рене # 1                                                                                   | Чоловік Альміра і батько Ірис. |
| Сесар Аріас                                                | Рене # 2                                                                                   | Чоловік Альміра і батько Ірис. |
| Інес Хакоме                                                | Руфіна                                                                                     | Тітка Альміра. |
| Хуан Бернардо Гаске                                        | Маркос (підліток)                                                                          | |
| Еванхеліна Соса                                            | Перліта (підліток)                                                                         | Онучка Дона Чеми і дочка Армандо |
| Хав'єр Ерранс                                              | Маркос                                                                                     | Брат Віктора. Помер від лейкемії. |
| Лусі Рейну                                                 | Перліта.                                                                                   | Онучка Дона Чеми, дочка Армандо і дружина Маркоса |
| Рафаель Інклан                                             | Дон Чема                                                                                   | Дід Перліти. Веселун з рекламної компанії. |
| Ванесса Бауче                                              | Хулія (підліток)                                                                           | Сестра Віктора, секретарка Пабло Альвеар |
| Росио Брамбах                                              | Хулія                                                                                      | Сестра Віктора, секретарка і коханка Пабло Альвеар, дружина Беніто. |
| Хуан Карлос Баррето                                        | Беніто                                                                                     | Чоловік Хулії |
| Мануель Саваль                                             | Хуан Карлос                                                                                | Батько Хосе Ігнасіо. Помер в Маямі через наслідки ДТП |
| Лола Меріно                                                | Фернанда Амолінар                                                                          | Дружина Хуана Карлоса. Померла в лікарні після передчасних пологів, що відбулися через наїзд на неї Наталії Прессіадо.                                                          |
| Інес Моралес                                               | Флоренсія Амолінар.                                                                        | Мати Фернанди |
| Клаудіо Баес                                               | Густаво                                                                                    | Дід Хосе Ігнасіо. Був тимчасово паралізований через візит Лорени дель Вільяр |
| Габріела Гольдсмит                                         | Лорена                                                                                     | Звідна сестра Хуана Карлоса. Згоріла заживо в краденому автомобілі, через потрапляння кулі в бензобак під час переслідування лейтенантом Орнеласом.                             |
| Роберто Бальестерос                                        | Артуро                                                                                     | Шанувальник Марії. Згорів живцем під час пожежі на фабриці моделей Марії Лопес.                                                                                                 |
| Андреа Легаррета                                           | Івон                                                                                       | Племінниця Артуро. |
| Давид Остроскі                                             | Родріго Пенальберт (граф де Аренс)                                                         | Шанувальник Марії |
| Мерседес Паскуаль                                          | Констанца Пенальберт                                                                       | Тітка графа де Аренс. |
| Хосе Роберто Хілл                                          | Естебан                                                                                    | Батько Луїса |
| Паулина. Пенья                                             | Луїса                                                                                      | Мати Луїса |
| Херман Берналь                                             | Луїс                                                                                       | Університетський друг Хосе Ігнасіо |
| Клаудія Ортега                                             | Насара Фернандес                                                                           | Дружина Луїса |
| Сільвія Суарес                                             | Крісанта Фернандес                                                                         | Мати Насарії |
| Марія Ребека                                               | Пауліна Матеос                                                                             | Двоюрідна сестра Луїса |
| Куко Санчес                                                | Дон Куко                                                                                   | Співак, камео |
| Франк Мендес                                               | Рейнальдо Сотомайор                                                                        | Підприємець і адміністратор на фабриці Марії Лопес |
| Хоана Бенедек                                              | Анхела Солер                                                                               | |
| Роберто Паласуелос                                         | Педро Куевас                                                                               | Однокласник Хосе Ігнасіо |
| Естер Фернандес                                            | Дена Чайо                                                                                  | Покоївка ранчо «Есперанса» |
| Роса Карміна                                               | Камелія                                                                                    | |
| Мігель Суарес                                              | Росендо Монтес                                                                             | |
| Барбара Хіль                                               | Дульсе, доглядальниця Марії де Лосанхелес Дуран де Лемус (Марії Лопес)                     | |
| Ірландії Мора                                              | Карідад                                                                                    | |
| Гваделупі Боланьос                                         | Есперанса                                                                                  | Дочка Карідад |
| Ігнасіо Ретес                                              | Абель Замбрано                                                                             | |
| Роса Марія Морено                                          | Саріта                                                                                     | Дружина Абеля |
| Ибарра Алеманьи                                            | Сулеймен Муньос                                                                            | Екс-модель фабрики моделей Марії Лопес |
| Хуан Ігнасіо Аранда                                        | Пабло Альвеар                                                                              | |
| Сільвія Кампос                                             | Віолетта Альвеар                                                                           | Дочка Пабло |
| Анетт де Паве                                              | Жюстін                                                                                     | |
| Аврора Кортес                                              | Чана                                                                                       | Покоївка Альберто Рівери і Лорени дель Вільяр |
| Майя Мішальска                                             | Офелія                                                                                     | Старша секретарка Пабло Альвеар |
| Сара Монтес                                                | Ельвіра                                                                                    | Начальниця пошивочного цеху фабрики моделей Марії Лопес |
| Діана Гольден                                              | Кармен                                                                                     | Власниця магазину одягу, коханка Віктора |
| Серхіо Басаньєс                                            | Жан-Клод Карре                                                                             | |
| Едуардо Борха                                              | Начальник вокзалу                                                                          | Підшукав підходящу вакансію для Марії Лопес під час її приїзду в Мехіко |
| Сандра Фелікс                                              | Сеньйора Уркіага                                                                           | Начальниця Марії |
| Естела Фурлонг                                             | Сеньйора Гонсалес                                                                          | Начальниця Ріти |
| Тереса Рабаго                                              | Еусебіо                                                                                    | Покоївка Флоренсії Амолінар |
| Роберто Каррера                                            | Маурісіо Егейрос                                                                           | Коханець Лорени |
| Анхеліна Пелаес                                            | «La prieta»                                                                                | ув*язнена жіночої в'язниці |
| Віктор Карпінтейро                                         | Глухонімий слуга Росендо і Камелії                                                         | |
| Флоренсія Ферре                                            | Клаудія                                                                                    | Близька подруга Ірис |
| Артуро Гісар                                               | Бальдомеро                                                                                 | Близький друг і приятель Клементе |
| Габріела Гіральді                                          | Каталіна «Ката»                                                                            | Покоївка особняка Марії Лопес |
| Арат де ла Торре                                           | Мішель                                                                                     | стиліст |
| Марсело Буке                                               | Доктор Фернандо Торрес                                                                     | Шанувальник Марії |
| Росаріо Гранадос                                           | Дена Крус Торрес                                                                           | Мати Фернандо |
| Сервандо Манцетті                                          | Доктор Альберто Рівера                                                                     | Колишній чоловік Лорени дель Вільяр, а також нинішній чоловік Сільвії Ребольяр.                                                                                                 |
| Карен Сентіес                                              | Доктор Сільвія Ребольяр                                                                    | Друга дружина, а також колега Альберто Рівери |
| Карлос Бонавідес                                           | Доктор Рохас                                                                               | Спостерігав Маркоса в лікарні |
| Маурісіо Феррарі                                           | Доктор Луїс Валадес                                                                        | Начальник клініки |
| Тоні Родрігес                                              | Лікар-психотерапевт Гонсало Арвізо                                                         | Спостерігав Марію де Лосанхелес Дуран де Лемус (Марію Лопес) |
| Тіна Ромеро                                                | Доктор Габріела дель Конде                                                                 | Розірвала заручини з Віктором прямо на весіллі |
| Антоніо Ранхель                                            | Доктор Роже Бретон                                                                         | |
| Пілар Соусу                                                | Санітарка в окулярах в психіатричній лікарні, куди направили Лорену дель Вільяр з в'язниці | |
| Нікі Монделліні                                            | Медсестра клініки доктора Валадес                                                          | |
| Жаклін Вольтер                                             | Ненсі Вільямс                                                                              | Колега Хуана Карлоса в Маямі |
| Гільерміна Соле                                            | Медсестра в Маямі                                                                          | |
| Селія Суарес                                               | Головний лікар клініки доктора Валадес                                                     | |
| Ана Ірис Бош                                               | Доктор клініки доктора Валадес                                                             | |
| Рікардо Віра                                               | Лейтенант Орнеласа                                                                         | Займався розшуком Лорени дель Вільяр, при переслідуванні Лорени дель Вільяр знищив її через потрапляння кулі в бензобак викраденого автомобіля.                                 |
| Чарлі Валентино                                            | Лейтенант Акунья                                                                           | Займався розшуком Лаури Рівери дель Вільяр |
| Серхіо Акоста                                              | Детектив Агустін Сепета                                                                    | Займався розшуком спочатку Лаури Рівери дель Вільяр, потім Марііти і в кінці Лорени дель Вільяр                                                                                 |
| Роберто Вандер                                             | Адвокат Рафаель Ідальго                                                                    | Шанувальник Марії |
| Артуро Лорка                                               | Адвокат Уртадо                                                                             | |
| Антоніо Брільяс                                            | священик                                                                                   | |
| Ракель Паро                                                | Матінка Кармела                                                                            | Настоятелька дитячого притулку |
| Роксана Сауседо                                            | Мече                                                                                       | Племінниця Дульсе |
| Флоренсія Родрігес                                         | Сестра Росендо                                                                             | |
| Ліхія Ескаланте                                            | Надя                                                                                       | Колишня дружина Хуана Карлоса дель Вільяр в Маямі |
| Єва Кальво                                                 | Донья Тулія                                                                                | Директор сільської школи. Влаштувала на роботу Пілар Авілі (Лорену дель Вільяр)                                                                                                 |

## Адміністративна група
- Лібрето та літературна редакція

Селія Алькантара (Оригінальний текст): Карлос Ромеро (Лібрето з включенням гумористичних сцен з Доном Чема і Рене і створення героя Фернандо Торреса — прототипу бразильського актора): Валерія Філіпс (Телевізійна версія): Альберто Карденас Вальдес (Головний редактор): Росаріо Велисия (Літературний редактор)
- Режисура

режисери-постановники — Беатріс Шерідан, Артуро Ріпштейн
- Операторська робота

оператори-постановники — Ернесто Арреола, Мануель Руїс Эспарса, Габріель Васкес Бульман
Композитори — Хосе Антоніо «Потро» Фаріас, Пако Наваретте, Вівіана Пимштейн
Вокал — Пако Наваретте, Вівіана Пимштейн, Куко Санчес
Аудіотехніки — Хосе Луїс Санчес: Костюми для зйомок — компанія Televisa San Angel
Художник по костюмах — Ракель Парот

## Тексти пісень
Пісня № 1 (Simplemente Maria). Композитор — Хосе Антоніо «Потро» Фаріас, вокал Пако Наваррете.
| Оригінал пісні | Український переклад |
| --- | --- |
| Es Maria la flor Que en el campo seda Que supera qualquera tempora Es Maria la flor Mas hermosa, que hay Con su amor a la vida triunfara Марія, Марія, Марія, Maria, Simplemente Maria | Марія — це квітка, яка росте в полі, яка подолає будь-яку негоду. Марія — це квітка, Найкрасивіша з усіх Своєю любов'ю переможе в житті Марія, Марія, Марія, Марія, Просто Марія. |

Пісня № 2 (Simplemente Maria). Композитор — Пако Наваррете, вокал — Вівіана Пімштейн.
| Оригінал пісні | Український переклад |
| --- | --- |
| La hora ya llego de sentarse al televisor y gozar la diversion de Maria simplemente La mujer que a tu hogar entro con la que magia te encanta entre lagrimas, risas y amor a tu familia entera геипіо su nombre es Maria Maria es tu amiga Es Maria inspiracion Maria, simplemente Maria La Mujer, que a tu hogar llego En tu amiga se convertio Y su historia te la conto | Вже прийшов час сісти до телевізора, і насолоджуватися Просто Марією Жінка, яка увійшла в твій дім З магією, яка тобі подобається Між сльозами, усмішками і любов'ю, Об'єднала всю твою родину. Її ім'я — Марія Марія твоя подруга, Марія це натхнення, Марія, просто Марія. Марія, просто Марія Ця жінка, яка увійшла в твій дім Вона стала твоєю подругою І розповіла тобі свою історію. |

## Версії
Даний телесеріал є шостим рімейком аналогічного телесеріалу. У 2015 році телекомпанія Televisa зняла сьомий рімейк в Латинській Америці і другий рімейк в Мексиці з однойменною назвою:
1. Аргентина, 1967 рік — теленовела «Simplemente Maria» (оригінальна, перша версія).
2. Перу, 1969 рік — «Simplemente Maria» з Сабі Камалич (Марія Рамос), Рікардо Блуме (Роберто Кариде) і Брауліо Кастільо (маестро Естебан Пікаротті).
3. Бразилія, 1970 рік — «Simplesmente Maria» c Іоною Магальянс (Марія) і Карлосом Альберто (Естебан).
4. Венесуела в 1972 рік — «Simplemente Maria» c Кармен Хулією Альварес (Марія) та Едуардо Серрано (маестро Естебан)
5. Аргентина, 1979 рік — «Rosa de lejos» з Леонор Бенедетто і Хуаном Карлосом Дуаль.
6. Росія-Україна, 2013 рік — «Поцілунок» з Оленою Криг (Наташа Масленнікова) та Іваном Колесніковим (Дмитро Ворошилов), що є адаптацією телесеріалу «Просто Марія».
7. Мексика, 2015-16 роки — «Просто Марія» з Клаудією Альварес (Марія) і Хосе Рон (Алехандро).

## Друкований варіант рімейків-продовжень
Ще декілька видавництв випустило книги «Просто Марія-2», «Просто Марія-3», «Просто Марія-4», «Просто Марія-5» і «Пробач, Марія», «Нові історії Просто Марії».

## Нагороди та премії

### TVyNovelas (1990)
Серіал «Просто Марія» був номінований на 4 премії TVyNovelas, але в жодній з них серіал не переміг.
- Найкраща теленовела — Валентин Пімштейн.
- Найкраща головна жіноча роль — Вікторія Руффо.
- Найкраща головна чоловіча роль — Мануель Саваль.
- Найкраща лиходійка — Габріела Гольдсмит.